# Antocha lindneri
Antocha lindneri là một loài ruồi trong họ Limoniidae. Chúng phân bố ở miền Cổ bắc.